# Амель, Луи-Эрнест
Луи-Эрнест Амель (фр. Louis Ernest Hamel; 2 июля 1826, Париж — 6 января 1898, там же) — французский юрист, поэт, публицист, журналист, историк и политический и общественный деятель. Член Сената Франции от департамента Сена и Уаза с 1892 по 1898 год.

## Биография
Окончил Лицей Генриха IV. В 1845—1848 годах изучал право в Парижском университете.
В составе франтирёров, а затем Национальной гвардии участвовал во франко-прусской войне 1870—1871 гг.
Вскоре после войны Амель начал карьеру в журналистике. Сотрудничал с газетами Le Courrier du dimanche, L’Opinion nationale, Le Siècle, La Presse libre, La Réforme, La Revue contemporaine.
В 1871 и 1876 годах безуспешно баллотировался в Национальное собрание Франции. Был советником XII округа Парижа.
Совместно с Луи Бланом основал «Homme libre». Cлужил мэром Ришбура в департаменте Ивелин под Парижем.
В 1892 г. был избран сенатором. Во время своего пребывания на посту сенатора принимал участие в обсуждении законопроектов о Панамском канале и французском Алжире.
Его двоюродным дедом был языковед Шарль-Франсуа Ломонд.
Похоронен на кладбище Пер-Лашез.

## Творчество
В литературе Амель дебютировал стихами «Derniers Chants» (Париж, 1851), но известность приобрел своими историческими трудами. Автор нескольких биографий.

## Избранные сочинения
- «Histoire de Saint-Just» (П., 1859);
- «Histoire de Robespièrre» (1865—67);
- «Marie la Sanglante» (1861);
- «La Statue de J.-J. Rousseau» (1868);
- «Précis de l’histoire de la Révolution française» (1870);
- «Histoire de la République française sous le Directoire et sous le Consulat» (1872);
- «Monsieur Michelet, historien» (1869);
- «Histoire de deux conspirations du général Malet» (1873);
- «Histoire illustrée du second Empire» (1873);
- «Souvenirs de l’Homme libre» (1878);
- «Histoire du premier empire» (1882);
- «Histoire de la Restauration» (1887);
- «Histoire du règne de Louis-Philippe» (1889);
- «Thermidor» (1891);
- «Histoire de la seconde République» (1891);
- «Histoire du second Empire» (1893—94).